# 公民與社會發展科
公民與社會發展科（英語：Citizenship and Social Development），簡稱公民科、公社科，為香港教育自2021/22學年起在中四級開始推行的「優化高中四個核心科目」之一，修訂自2009年起推行的通識教育必修課程，2021年9月起先教授「一國兩制下的香港」課題，2024年香港中學文憑考試為首屆開考年份。

## 背景
香港自2009年三三四高中教育改革實施以來，新高中核心科目通識教育科成為必修課程後，從2010年到2020年期間，發生多場大型學生運動及反中情緒的爭議如2010年反高鐵事件、2012年反對國民教育科運動、2014年香港學界大罷課、2014年雨傘革命、2016年旺角騷亂、2016年香港立法會宣誓風波、2019至2020年反對逃犯條例修訂草案運動。
2019年7月，前行政長官、時任全國政協副主席董建華在2019年香港七一衝突後，認為他任內推行的通識教育「完全失敗」，間接導致大批年輕人反對政府的局面，批評通識教育是引致年輕人變得激進的重要原因，香港建制派及中國官方媒體歸咎於通識教育令香港學生産生「政治啟蒙」，呼籲當局改革課程並提升學生的公民素養及强化國民教育。
2020年6月，第十三屆全國人大常委會通過《香港國安法》，同年11月，行政長官林鄭月娥發表《施政報告》，提議加強國民教育，提高教師質素。報告發表後一天，教育局局長楊潤雄召開記者會，宣布改革通識教育，不再設獨立專題研習（IES），公開考試評核只分「合格」及「不合格」等。
同月，行政長官林鄭月娥在接受媒體訪問時表示，「改革通識教育科並非因北京施壓，而科目自第一天已存在問題，令學生凡事都反對，才視為有足夠批判性」。「一個這麼重要、必修必考的科目，既無課程框架，亦無一些經審批的教科書，全部都是交予課堂，教師如何教授學生學習，是不穩妥」。
2021年2月2日，教育局向各中學發出通函第 39/2021 號──「優化高中核心科目學校問卷調查(2021) 附錄丁 重新冠名科目以代替通識教育科(中四至中六) （页面存档备份，存于）」中，倡議通識科將會更名（當中有公民與國家科、國民與社會科、公民與社會發展科、公民與文化科、社會教育科、通識教育科以外的其他建議供各中學校長及通識科教師選擇），並由現時六個單元改為三個主題，包括「一國兩制下的香港」、「改革開放以來的國家」及「互聯相依的當代世界」。其中「一國兩制下的香港」主題包括教授《香港基本法》、《香港國安法》及香港居民的身份認同等。每個主題各佔45至50小時的課時，總課時由約250小時縮減至約150小時，約有三分之二的內容為「中國國情」有關的議題。
2021年3月31日，香港課程發展議會與香港考試及評核局公開考試委員通過「優化高中四個核心科目」，向教育局建議通識教育改名為「公民與社會發展科」，課程以香港、國家和當代世界三個主題為核心內容，於新學年推行，維持必修必考，但不設獨立專題研習（IES）的校本評核，並會為學生提供前往內地考察機會。

教育局預料，優化措施落實後，四個核心科的課時將不超過總課時一半，騰出約100至250小時課時，讓學校按情況和學生需要規劃。

## 課程內容
課程聲稱培養學生建基於扎實的基礎知識，能設身處地從多角度思考，以及秉持正面態度看待和探究當代課題，並以香港、國家和當代世界的三個主題為中心，讓所有學生全面學習《憲法》、《基本法》和法治，並在涉及國家的部分了解香港所擔當的角色和作用，藉以加深認識國家的發展，以及國家與香港的相互關係。
課程會以「一國兩制」下的香港為中心，要求學生認識香港特別行政區的政治體制、法治精神的意義，以及《基本法》規定香港居民的基本權利與義務作為知識基礎。此外，課程也要求學生認識國家的政治體制以拉闊學生的知識層面。
課程讓學生透過學習關於香港、偉大的中國及當代世界的課題，建立廣闊的知識基礎及發展21世紀所需的能力，為日後升學與就業作好準備，也有助學生培養國民素養及國民身分認同，並具備世界視野，以達到多角度的思考，如個人、社會、國家及世界在各範疇的角色及互動。
課程設有10個課時的考察交流而了解近年國家發展例如「一帶一路」倡議和粵港澳大灣區內地城市，而初中及小學均會安排考察，建議中小學生每3年最少有1次考察經驗。

2024年7月31日，香港教育局宣佈，香港初中公民與社會發展科將於2024年9月新學年全面推行，教育局向全港中學發通告公布相關課程指引，其中要求教師向中三學生講解習近平思想。在香港官方公布的教材及工作紙中，相關教材及工作紙引用了中共中央總書記習近平的「七一講話」，並要求學生回答「四個必須」及「四點希望」。

## 與會考高考及文憑試課程比較
各主題設計是刪減「文憑試」通識教育科，沿襲「高考」、「會考」中部分修讀香港的政治體制，現代中國以至全球化等主題的學科；另外，亦與政府公務員招聘的《基本法及香港國安法》測試內容重疊：
- 香港中學文憑考試自2009年設立的「通識教育科」[12]

- 香港高級補充程度會考「通識教育科」[13]是自1992年設立的預科課程

- 香港高級程度會考「政府與公共事務科」[14]

- 香港中學會考獨立修讀香港的政治體制，現代中國以至全球化等主題：
  - 「經濟與公共事務科（英语：Economic and public affairs）」[15]
  - 「政府與公共事務科」[16]
  - 「綜合人文科」[17]
- 香港特別行政區政府公務員事務局綜合招聘考試中的《基本法及香港國安法》測試（BLNST），政府會測試所有應徵公務員職位人士的《基本法》及《香港國安法》知識。在《基本法及香港國安法》測試取得及格成績是所有公務員職位的入職條件。申請人必須在《基本法及香港國安法》測試中取得及格成績方會獲考慮聘用。型式為二十題多項選擇題，時限三十分鐘。[18][19]

| 文憑試「公民與社會發展科」 | 文憑試「通識教育科」 | 會考「經濟與公共事務科」                                       | 會考「政府與公共事務科」                                     | 會考「綜合人文科」 | 高補「通識教育科」 | 高考「政府與公共事務科」                                               | 《基本法及香港國安法》測試    |
| -------------------------- | -------------------- | -------------------------------------------------------------- | ------------------------------------------------------------ | ------------------ | ------------------ | ---------------------------------------------------------------------- | ----------------------------- |
| 「一國兩制」下的香港       | 今日香港             | 公民與政府 《基本法》 中華人民共和國中央與香港特別行政區的關係 | 「一國兩制」的方針 《基本法》 香港特別行政區政府及其政治體制 | 香港社會的特徵     | 香港研究           | 中華人民共和國中央與香港特別行政區政府的關係 《基本法》 香港的政治體制 | 《香港基本法》 《香港國安法》 |
| 改革開放以來的國家         | 現代中國             | N/A                                                            | N/A                                                          | 現代中國的發展     | 今日中國           | N/A                                                                    | N/A                           |
| 互聯相依的當代世界         | 全球化 公共衛生      | N/A                                                            | N/A                                                          | 全球化             | 現代世界           | N/A                                                                    | N/A                           |

## 公開考試
考試只設一卷，時間：2小時
只設資料回應題，一共有3題
題型：多項選擇題、短答題（2-4分）、長答題（6-8分）

### 評核形式
評核只設「達標」與「不達標」，不設「獨立專題探究」，內地考察不涉及評核。

## 大專院校收生
申請人要滿足學士學位收生基本門檻，需在公民與社會發展科取得「達標」。而曾於2012年至2023年應考通識教育科並取得2級或以上者，大專院校則視同公民與社會發展科取得「達標」，但大部分不會計算其分數，只有香港大學及香港教育大學接納計算其分數。

## 教科書
獲教育局批准的公民科課本名單如下:
| 名稱 Name | 出版社 Publisher                                   | 語言版本 Language |
| --- | -------------------------------------------------- | ----------------- |
| 現代公民與社會發展 Modern Citizenship and Social Development                                                                       | 現代教育研究社 Modern Educational Research Society | 中文 English      |
| 新領域公民與社會發展 New Focus in Citizenship and Social Development                                                               | 名創教育 Marshall Cavendish Education              | 中文 English      |
| 雅集公民與社會發展科 | 雅集出版社                                         | 中文              |
| 新視野公民與社會發展科 New Horizon Citizenship and Social Development                                                              | 香港教育圖書 HK Educational Publishing             | 中文 English      |
| 教圖公民與社會發展科新里程 | 香港教育圖書                                       | 中文              |
| 明報公民與社會發展 Ming Pao Citizenship and Social Development \|\| 明報教育出版社 Ming Po Education Publication \|\| 中文 English |                                                    |                   |
| 新里程公民與社會發展 | 齡記                                               | 中文              |

## 爭議

### 諮詢期過短忽略學生意願
教育局向學校發問卷「諮詢」學校對於改革科目的意向，但由於諮詢以學校為單位，學生不能在此發表意見。香港教育專業人員協會於2月4日召開記者會，批評沒有提供反對選項，且認為以「能有助學生減壓」並非恰當考量，認為是「假諮詢」。

### 課程有違批判思維獨立思考的宗旨
有前通識科教師認為刪去高階能力「延伸回應題」，這停留於認知層面，屬於基本知識，會令科目難度降低；亦有教師指，改動令科目失去原意，建議的課程框架完全沒有提及課程指引強調的批判思考、獨立思考、研究社會議題，使用問句形式授課，建議卻改為了陳述句。

### 逾六成反對刪政治社會議題
2021年4月1日，香港民意研究所發表有關修改通識科課程的民調結果，顯示六成二受訪者反對通識科刪去部份民生及社會政治參與議題，贊成者僅二成二。

### 逾八成通識教師反對 教協促局方撤回方案
教育局建議於2021年9月落實新課程，逾八成（82.8%）任教四科核心科目的教師均表示，沒有足夠時間準備，涉及的工作包括：人手編配、教師培訓、教材準備等，新安排明顯操之過急。當中多達92.6%通識科教師指準備時間不足夠或完全不足夠，僅3.3%表示時間足夠。

### 樣本試卷不符課程宗旨 重背誦抄寫難培養高階思維
沿襲過往通識科做法，試卷分開「資料冊」及「試題答題簿」兩部分。樣本試卷設有三條考題，內容分別關於「疫苗猶豫」、《香港國安法》及「粵港澳大灣區發展」，題目令考生流於背誦官方答案及抄寫資料，未能培養學生高階思維能力，不符合課程「慎思明辯」的宗旨。

### 考評僅分二級
2021年資深通識教師鄧飛在接受《大學線月刊》記者就高中公民與社會發展科問題採訪時批評DSE公社科評級只分「達標」與「不達標」作法，稱若合格率低於以往DSE通識科則會增加學生壓力而悖離改革用意，而若跟以往通識科無異則會誘使學生得過且過，因而建議新增「優異」一級。2023年6月他在《大公報》投書，稱以教育局在通識科改革第一天即表示公社科會給學生不若以往有如此之大的應試壓力來看，DSE公社科及格率應不小於原通識科，易言之以DSE公社科評級僅分二級來看，未來師生對公社科都會草率應付，因而重申應改分三級。

### 涉嫌竄改殖民地歷史
香港官方一直以「英國的殖民地」論述1997年7月主權移交前的香港歷史，但是在2022年推翻過往的論述，而在2022年6月，香港傳媒報導指來自3個出版社4本經送審的公民與社會發展科（公民科）課本，全部明確表示「香港不是殖民地」，有課文解釋稱，雖然英國按「殖民地」模式管治香港，但清朝以後的中國政府均不承認不平等條約，亦從未放棄香港主權，並指香港自古以來就是中國的領土，對此《观察者网》宣稱中國1972年要求聯合國非殖民化特別委員會把港澳從殖民地名單中刪去，獲大會以大比數通過，強調香港不具殖民地地位。港澳的地位實際上是「被侵佔地」，是列強侵略中國過程的一部份，中國將會在時機成熟時以適當方式解決港澳問題，但在2021年前曾出任香港考試及評核局擔任評核發展部經理楊穎宇指出香港在1972年被除名就不等於是殖民地屬於誤導性的描述，因為1972年香港是從《給予殖民地國家和人民獨立宣言》的名單中被除名，中國當時的做法是要阻止香港根據非殖民化特別委員的宣言所賦予的自決權利宣告獨立，但從聯合國非自治領土列表中刪去不等於香港不是殖民地及宗主權的改變，這次投票也沒有認定香港主權的歸屬，而聯合國仍視香港為英國殖民地，2020年6月聯合國維持將香港稱為前英國殖民地（the former British colony）。2022年經改寫後的課本以補充資料說明「殖民地與殖民統治」，指若國家宣布一地區為該國殖民地，國家享有該地區的主權和治權；若國家對一地區實行殖民統治，國家「只擁有該地區的治權，並不擁有主權」。課文續稱，中國一直擁有香港的主權，英國「只是在香港實行殖民統治，因此香港不是英國殖民地」。

## 外部連結
- 優化高中核心科目學校問卷調查(2021) 附錄丁 重新冠名科目以代替通識教育科(中四至中六) （页面存档备份，存于）
- 優化高中核心科目 重新冠名科目
- 公民與社會發展科 - 香港01 （页面存档备份，存于）
- 公民與社會發展科網上資源平台 （页面存档备份，存于）
- 教育局教育多媒體 公民與社會發展科 （页面存档备份，存于）